# Cagwait
Cagwait là một đô thị hạng 4 ở tỉnh Surigao del Sur, Philippines. Thông tin điều tra dân số năm 2007 của Philipin, đô thị này có dân số 19.899 người trong 3.426 hộ.
Cagwait có cự ly 32 km về phía tây nam Tandag, tỉnh lỵ của Surigao del Sur. Các đô thị giáp ranh là: Bayabas về phía bắc, Marihatag về phía nam, dãy núi Diwata về phía tây và Thái Bình Dương về phía đông.

## Các đơn vị hành chính
Cagwait được chia thành 11 barangay.
- Aras-asan
- Bacolod
- Bitaugan East
- Bitaugan West
- La Purisima (Palhe)
- Lactudan
- Mat-e
- Poblacion
- Tawagan
- Tubo-tubo
- Unidad